# Tcl
Tcl (от англ. Tool Command Language — «командный язык инструментов», читается «тикль», «ти-си-эль» или «тэ-ка-эл») — скриптовый язык высокого уровня.
Tcl часто применяется совместно с графической библиотекой Tk (Tool Kit). Связку Tcl/Tk по-русски иногда называют «тикль-так» (английский вариант — «тикль-ток»).
Области применения языка — быстрое прототипирование, создание графических интерфейсов для консольных программ (пакетов программ), встраивание в прикладные программы, тестирование. Также Tcl применяется в веб-разработке.

## Особенности
В Tcl данными всех типов, включая код программы, можно манипулировать как строками. Это делает его языком с естественной поддержкой метапрограммирования. Эта парадигма программирования учитывалась в ходе разработки и эволюции языка.
Программа на Tcl состоит из команд, разделённых символами новой строки или точками с запятой. Каждая команда состоит из набора полей, разделённых пробелами. Первое поле должно быть именем команды, а необязательные остальные поля — передаваемые этой команде аргументы. Команда возвращает значение, иногда пустое. То есть, как и в Лиспе, в Tcl используется префиксная нотация.
Ключевых слов как таковых нет — понятие команды в Tcl аналогично понятию процедуры или функции распространённых языков программирования. Это относится и к управляющим конструкциям языка. В сочетании с элементарным синтаксисом это обеспечивает хорошую расширяемость языка, в том числе и библиотеками, написанными на других языках, таких как C/C++ или Java.
В Tcl также качественно реализована модель управления программой на основе событий. События могут генерироваться таймером, при появлении данных в канале, изменении значения переменной, при завершении какой-либо внешней программы или просто при работе пользователя с интерфейсом Tk. Можно задавать свои события и управлять ими.
Как и большинство современных скриптовых языков, Tcl содержит развитые средства работы с регулярными выражениями, работает с ассоциативными массивами и другими динамическими структурами данных.
В базовом Tcl поддержка ООП отсутствовала до версии 8.6, однако, благодаря простоте расширения синтаксиса языка, существует множество расширений Tcl объектно-ориентированными механизмами, реализованных в виде подключаемых библиотек на Си или на самом Tcl. До версии 8.5 самыми распространёнными из них были: incr Tcl, XOTcl и Snit. Ещё одна реализация механизмов ООП средствами самого Tcl, включённая в стандартную библиотеку Tcl, — библиотека STOOOP. Начиная с версии 8.5 появляется новая реализация ООП для Tcl, TclOO, включённая, начиная с версии 8.6, в ядро языка:
| расширение | реализовано на | особенности используемой модели |
| ---------- | -------------- | --- |
| XOTcl      | C              | мощная объектная система с динамическим определением классов и методов, близкая к CLOS                                                                             |
| incr Tcl   | C              | ООП в стиле, близком к C++, расширенном введением конфигураторов                                                                                                   |
| Snit       | Tcl            | реализация объектной модели на основе делегирования, а не наследования                                                                                             |
| STOOOP     | Tcl            | ООП в стиле, максимально близком к C++, также введён механизм переключения классов                                                                                 |
| TclOO      | C              | Компактная, но мощная объектно-ориентированная система, которую можно использовать как непосредственно, так и как фреймвок для построения расширенных моделей ООП. |

Пространства имён поддерживаются на уровне ядра языка. При реализации механизмов ООП на Tcl используется поддержка иерархии вложенности пространств имён в этом языке.
На Tcl легко программировать в функциональном стиле: он обеспечивает такие механизмы, как функции высшего порядка и абстракции функций, хотя Tcl редко используют таким образом. Вот пример того, как можно осуществить композицию двух функций:
```
proc
 
o
 
{
f
 
g
 
x
}
 
{
$f
 
[
$g
 
$x
]}

```

В версии 8.5 в Tcl также введена команда apply, значительно облегчающая программирование в этом стиле.
Вот пример её использования из официальной документации:
```
proc
 
map
 
{
lambda
 
list
}
 
{

   
set
 
result
 
{}

   
foreach
 
item
 
$list
 
{

      
lappend
 
result
 
[apply
 
$lambda
 
$item
]

   
}

   
return
 
$result

}

map
 
{
x
 
{return
 
[
string
 
length
 
$x
]
:
$x
}}
 
{
a
 
bb
 
ccc
 
dddd
}

```

результатом работы этого примера будет
```
1:a 2:bb 3:ccc 4:dddd
```

## История
Язык разработан Джоном Аустерхаутом в то время, когда он работал в университете Калифорнии в Беркли. Первоначальной целью было создание универсального языка для встраивания в консольные приложения. Вслед за этим Аустерхаут расширил свой язык средствами создания графических интерфейсов — так появился Tcl/Tk.
За 4 года развития в университетских стенах tcl-сообщество выросло до нескольких сотен тысяч программистов. В 1993 году было разработано первое объектно-ориентированное расширение — incr Tcl.
В 1994 году Аустерхаут стал ведущим инженером проекта SunScript. В течение следующих 4 лет, став одним из проектов корпорации Sun, Tcl не только остался свободно распространяемой системой, но и значительно усовершенствовался, стал кроссплатформенным.
Заметный удар по популярности языка нанёс Ричард Столлман, опубликовав в сентябре 1994 году в ряде новостных групп рекомендацию «Почему вы не должны использовать Tcl». В ней он на основании утверждений, что «Tcl разработан не как серьёзный язык программирования» и «Tcl имеет особый синтаксис, притягательный для хакеров из-за своей простоты. Но синтаксис Tcl кажется странным для большинства пользователей.», а также в связи с продвижением Emacs Lisp, вынес вердикт: «проект GNU не собирается использовать Tcl в программном обеспечении GNU». Помимо субъективных претензий к дизайну языка, Столлман указал на объективный на тот момент недостаток — низкое быстродействие.
Тем не менее, рост количества разработчиков, активно использующих Tcl, составил за этот период 600 %.
В 1998 году в связи с Java-бумом и связанной с ним острой конкурентной борьбой корпорация уже не могла уделять Tcl прежнего внимания. Джон Аустерхаут покинул Sun и создал (при поддержке Sun) компанию Scriptics, продолжая развитие технологии Tcl/Tk. Это была одна из первых коммерческих программных фирм, чья деятельность строилась вокруг бесплатного свободного ПО.
В марте 1998 года Аустерхаут опубликовал ставшую классической статью «Сценарии: высокоуровневое программирование для XXI века», в которой назвал скриптовые языки языками системной интеграции, потому что они ориентированы прежде всего на работу с объектами операционной среды, а не с элементарными данными. Это позволяет без написания тысяч строк кода двумя-тремя командами «склеивать» такие объекты в одно целое.
В том же году он выиграл за разработку языка Tcl две крупных награды. Первая — это ACM Software System Award, вручаемая за «наиболее значимое программное обеспечение». Этой наградой до этого были отмечены такие основополагающие системы, как стек протоколов TCP/IP, первая электронная таблица, первая реляционная база данных, World Wide Web, Unix, PostScript и Smalltalk. Вторая — это ежегодная USENIX Software Tools User Group (STUG) Award в знак признания выдающегося программного обеспечения.
В 1999 году вышел Tcl 8.0 — в этой реализация впервые появилась компиляция в байткод, что позволило в 6 раз поднять быстродействие. В следующую модификацию Tcl 8.1 введена полноценная поддержка Юникода, в ней впервые реализована многопоточность. В связи c этим релизом Аустерхаут заявил:
«В целом 8.1 переводит Tcl в новую категорию, поскольку теперь его можно использовать для серверных приложений. Си, Си++ и Java можно по-прежнему использовать для создания частей приложений, критических с точки зрения производительности, а Tcl — для интеграции и создания интерфейсных компонентов».
В 2000 году фирма Scriptics была переименована в Ajuba Solutions, а затем — куплена фирмой Interwoven, не заинтересованной в работе со свободным ПО. В связи с этим разработка Tcl была передана сообществу программистов. Так была сформирована Tcl Core Team.
На 9-й конференции по Tcl/Tk, проходившей в Ванкувере, была представлена виртуальная файловая система StarKit, обеспечившая новый, удобный для обычного пользователя способ распространения Tcl-программ.

## Синтаксис Tcl
Скрипт — команды, разделённые переводом строки или точкой с запятой (;).
Команда — слова, разделённые пробелами.
```
 
commandName
 
argument1
 
argument2
 
…
 
argumentN

```

Первое слово — имя команды, остальные — её аргументы. Любой аргумент может быть заменён другой командой, помещённой в квадратные скобки. Любые аргументы в фигурных скобках передаются команде «как есть», в виде единого аргумента.

### Символы, имеющие особое значение
- $  — вызывает подстановку значения переменной.
- [] — вызывает подстановку результата выполнения команды внутри скобок.
- "" — группирует аргументы в один с подстановкой значений переменных.
- {} — группирует аргументы в один без подстановки значений переменных.
- \  — экранирует следующий символ или вызывает подстановку управляющего символа.
- #  — начало однострочного комментария, должен быть после неэкранированного символа перевода строки или «;» (точки с запятой).

### Замечания о процессе разбора скрипта
- Разбивка на слова, подстановка значений переменных и результатов выполнения команд производятся за один проход по команде.
- Все символы, находящееся внутри скобок {} и кавычек "", рассматривается как одно слово.
- Первое слово команды рассматривается как встроенная или определённая процедура.

### Примеры команд
- Присваивание обозначается словом set, а не знаком равенства.

Синтаксис:
```
set
 
переменная
 
значение

```

Пример:
```
set
 
a
 
2

```

```
set
 
b
 
3

```

- Комментарий обозначается символом #

Синтаксис:
```
# текст комментария

```

Пример:
```
# это комментарий

```

- Вывод (печать) реализуется командой puts

Синтаксис:
```
puts
 
выражение

```

Пример:
```
puts
 
"Привет! Это я."

puts
 
123

puts
 
$a

puts
 
"b = $b"

```

- Цикл пока реализуется командой while, имеющей два аргумента. Первый — Tcl-выражение (выражения фактически пишутся на миниатюрном языке, состоящем из математических операций и операций сравнения в стиле языка C). Второй аргумент — это скрипт, выполняемый при каждой итерации. Его, как правило, помещают в фигурные скобки, чтобы избежать немедленного выполнения.

Синтаксис:
```
while
 
{
 
Выражение_Tcl_С_Логическим_Значением
 
}
 
{

    
TclКоманда

    
другаяTclКоманда

    
…
 
…

}

```

Пример:
```
while
 
{
 
$x
 
<
 
10
 
}
 
{

    
puts
 
$x

    
incr
 
x

}

```

- Условная команда

Синтаксис:
```
if
 
{
 
Выражение_Tcl_С_Логическим_Значением
 
}
 
{

    
КомандаTcl

}

```

Пример:
```
if
 
{
$x
 
<
 
0
}
 
{

    
set
 
x
 
0

}

```

- Команда ветвления

Пример:
```
switch
 
-
glob
 
--
 
$var
 
{

 
{
see
}
 
-

 
{
saw
}
 
-

 
{
seen
}
 
{
 
puts
 
"Все это значит одно и то же!"
}

}

```

- Команда может не иметь аргументов, например

```
pwd

```

просто возвращает текущий рабочий каталог. А командой
```
set
 
wdir
 
[
pwd
]

```

вы сохраните имя текущего каталога в переменной wdir.
- Команда может возвращать список, например

```
glob
 
Образец

```

возвратит список имён файлов в текущем каталоге, удовлетворяющих шаблону Образец.

### Процедуры
Процедуры определяются следующим образом
```
proc
 
имяПроцедуры
 
{
 
списокАргументов
 
}
 
{

  
…
 
…

}

```

### Ассоциативные массивы
Следующий фрагмент кода создаст и инициализирует ассоциативный массив (называемый в других языках также карта, словарь или хеш).
```
set
 
capital
(
France
)
 
Paris

set
 
capital
(
Italy
)
 
Rome

set
 
capital
(
Germany
)
 
Berlin

set
 
capital
(
Poland
)
 
Warsaw

set
 
capital
(
Russia
)
 
Moscow

set
 
capital
(
Spain
)
 
Madrid

```

Для запроса и вывода одного из значений ассоциативного массива используется
```
puts
 
$capital
(
Italy
)

```

Список всех стран (ключей массива) можно получить командой
```
array
 
names
 
capital

```

Результат не будет отсортирован, потому что массивы Tcl базируются на хеш-таблицах.
```
Poland
 
Spain
 
Russia
 
Germany
 
Italy
 
France

```

Сортировку можно выполнить командой
```
lsort
 
[array
 
names
 
capital
]

```

Чтобы сослаться на массив (передать его как ссылку), используется имя содержащей его переменной:
```
proc
 
demo
 
arrName
 
{

    
upvar
 
1
 
$arrName
 
arr
 
;
# tie the reference to a local name

    
#do something with arr

}

```

Для доступа к массиву по значению используется array get или array set. Например, чтобы скопировать один массив в другой:
```
array
 
set
 
Newarr
 
[array
 
get
 
Oldarr
]

```

В Tcl 8.5 введены массивы, передаваемые по значению — словари (dict).
Для преобразования скалярной переменной в массив и наоборот следует удалить существующую переменную при помощи команды unset.

### Область видимости переменных
По умолчанию внутри процедуры видны только определённые в ней переменные. За пределами определения процедуры её переменные недоступны иначе, чем через механизм передачи параметров. Можно иметь переменные в процедуре с таким же именем, как и в основной программе, при этом значения этих переменных будут различаться, по сути это будут разные переменные. Чтобы изменить это поведение, используются команды global или upvar.

## Примеры

### Здравствуй, мир!
Программа Hello, world выглядит так
```
puts
 
"Здравствуй, мир!"

```

или так
```
puts
 
{
Здравствуй
,
 
мир
!
}

```

### Массивы

#### Обращение к элементам массива
Вывод значения элемента массива OldArray(precision), имя которого (массива) задаётся новой переменной NewArray
```
set
 
NewArray
 
OldArray

puts
 
[set
 
${NewArray}
(
precision
)]

```

#### Сложение чисел массива
Метод (A) — Сложение с использованием цикла 'foreach'
```
set
 
numbers
 
{
1
 
2
 
3
 
4
 
5
 
6
 
7
 
8
 
9
 
10
}

set
 
result
 
0

foreach
 
number
 
$numbers
 
{

    
set
 
result
 
[expr
 
{
$result
 
+
 
$number
}]

}

puts
 
$result

```

Метод (B) — Гораздо более элегантный способ с использованием команды 'join'
```
set
 
numbers
 
{
1
 
2
 
3
 
4
 
5
 
6
 
7
 
8
 
9
 
10
}

puts
 
[expr
 
[
join
 
$numbers
 
+
]]

```

#### Список содержимого массива
В массиве tcl_platform содержится информация о свойствах платформы, на которой запущен Tcl.
Список имён свойств может быть получен с помощью
```
array
 
names
 
tcl_platform

```

Следующий фрагмент выводит их вместе со значениями:
```
foreach
 
i
 
[array
 
names
 
tcl_platform
]
 
{

    
puts
 
"$i = $tcl_platform($i)"

}

```

Если свойства должны быть отсортированы
```
foreach
 
i
 
[
lsort
 
[array
 
names
 
tcl_platform
]
 
]
 
{

    
puts
 
"$i = $tcl_platform($i)"

}

```

Здесь демонстрируется вложенность команд. Они могут быть вложены на любую глубину. Подобного же результата можно достичь с помощью команды parray, появившейся в Tcl 8.5.

### Пересечение множеств
Процедура filter возвращает те элементы списка, для которых script принимает значение TRUE:
```
proc
 
filter
 
{
list
 
script
}
 
{

    
set
 
res
 
{}

    
foreach
 
e
 
$list
 
{if
 
{[uplevel
 
1
 
$script
 
$e
]}
 
{
lappend
 
res
 
$e
}}

    
return
 
$res

}

```

Команда uplevel 1 позволяет вычислить выражение в контексте, в котором вызывается слово filter.
Процедура in — это сокращённая запись для включения множеств:
```
proc
 
in
 
{
list
 
e
}
 
{

    
expr
 
{[
lsearch
 
-
exact
 
$list
 
$e
]
>=
0
}

}

```

Проверка:
```
%
 
filter
 
{
a
 
b
 
c
}
 
{
in
 
{
b
 
c
 
d
}}

b
 
c

```

### Факториал
```
proc
 
!
 
x
 
{expr
 
{
$x
<
2
?
 
1
:
 
$x
*
[
!
 
[
incr
 
x
 
-
1
]]}}

```

Здесь демонстрируется, что именем команды могут быть любые строки, а также известный по другим языкам оператор ?:.

## Реализация, дистрибутивы, инструменты
Tcl — интерпретируемый язык, то есть программы на Tcl готовы к выполнению без компиляции и компоновки.
Интерпретатор Tcl портирован на большинство распространённых платформ. Он распространяется под свободной некопилефтной лицензией, позволяющей использовать его без ограничения в разработке проприетарных приложений, а также создавать проприетарные производные системы. Разработчики относят её к BSD-подобным, хотя, по сравнению с лицензией BSD, лицензия Tcl накладывает меньшее количество запретов.

### Реализация
В настоящее время работа над ядром языка Tcl ведётся группой разработчиков, именуемой Tcl Core Team. Самые свежие версии Tcl-транслятора и основных библиотек доступны в репозитории на SourceForge.net, см. список sourceforge-проектов, включаемых в основную поставку Tcl/Tk.
Транслятор Tcl компилирует программу в промежуточное представление — байткод, а затем интерпретирует её. В отличие от, например, Python, это промежуточное представление не сохраняется на диск, программа может храниться только в исходных текстах, возможно, упакованных в StarKit-модуль или с помощью какого-нибудь обёртывающего средства. В зависимости от параметров компиляции интерпретатор Tcl может поддерживать или не поддерживать многопоточность.
Хотя в большинстве учебников по Tcl для начинающих говорится что-то вроде «в Tcl есть всего один тип переменных — строка», на самом деле трансляторы Tcl уже давно как устроены по-другому. Внутри Tcl использует систему динамических типов с автоматическим прозрачным преобразованием к строковому виду.
Tcl входит практически во все дистрибутивы Linux. Для Microsoft Windows требуется отдельный установочный пакет.
Версия Tcl 8.4 отличается от предыдущей новыми функциями (оптимизация 64-битного кода, VFS, дополнения в плане интроспекции) и некоторым повышением быстродействия за счёт оптимизации работы с байткодом.
Новые возможности, добавленные в версии 8.1 (в частности, поддержка многопоточного выполнения, средства интернационализации и работа с символами Unicode), замедлили работу Tcl примерно на 19 % по сравнению с давшей скачок скорости восьмой версией. Разработчики 8.4 приложили все усилия для того, чтобы максимально повысить скорость выполнения программ, добиться, чтобы они работали не только не медленнее, но даже быстрее, чем это было при появлении версии 8.0. Эта цель была достигнута практически для всех средств Tcl и Tk — версия 8.4 в среднем в 8 раз быстрее, чем версия 7.6.
Текущая версия TCL — 8.6.

#### Альтернативные реализации и диалекты
Существуют альтернативные реализации Tcl для популярных виртуальных машин общего назначения. Это написанный на Java интерпретатор — Jacl (последняя версия от 2008 года), и проект Eagle, реализующий большинство команд Tcl 8.4 для CLR (доступны сборки для .NET 4.0 и 2.0). Ведутся эксперименты по трансляции Tcl-программ в код виртуальной машины Parrot, разрабатываемой для шестой версии Perl.
Для программирования встраиваемых систем и встраивания в приложения разработан специальный диалект Tcl — Jim. Это интерпретатор, реализующий большое подмножество Tcl, расширенное дополнительными механизмами объектно-ориентированного и функционального программирования и занимающий в скомпилированном виде менее 100 килобайт.
Ещё один диалект Tcl — скриптовый язык мобильных устройств Hecl, разработанный Дэвидом Велтоном и реализованный на Java (J2ME). Что же касается платформы Android, поддержку Tcl на ней (наряду с другими скриптовыми языками) обеспечивает: скриптовая прослойка SL4A; существует также нативная реализация Tcl для этой ОС, называемая AndroWish.

### Дистрибутивы
Все нижеперечисленные дистрибутивы распространяются свободно и собраны из компонентов, имеющих ту или иную свободную лицензию. Большинство из них — кроссплатформенно (кроме WinTclTk и Tcl/Tk Aqua), хотя в Unix-системах Tcl/Tk обычно является частью дистрибутива ОС.
- ActiveTcl[31]
Самый распространённый дистрибутив Tcl. Подобно другим продуктам компании ActiveState включает в себя большой набор библиотек и расширений. В Windows-версиях включает в себя средства интеграции с WSH. Какие-либо инструментальные средства, облегчающие жизнь программиста, отсутствуют. Фирма продаёт пакет TclDevKit, содержащий средства отладки и создания автономных программ (последнее — на базе технологии StarKit) и Komodo — универсальную IDE для скриптовых языков, включающее средства визуального программирования Tk-форм.
- WinTclTk[32]
Более компактный, чем ActiveTcl, дистрибутив, ориентированный на работу с XOTcl — объектно-ориентированным расширением Tcl. Список включённых в него библиотек несколько уже, чем в ActiveTcl, но базовый набор здесь присутствует. В этот дистрибутив входят Tloona IDE[33] — среда разработки традиционного типа и XOTclIde[34] — среда объектно-ориентированного программирования в стиле Smalltalk, обе — с отладчиками. Также на сайте разработчиков свободно доступен пакет для создания единого запускаемого файла TkWrapper, основанный на FreeWrap[35] — технологии, альтернативной StarKit, основанной на простом ZIP-сжатии. Последняя на сегодняшний день версия — 8.5.6 (3 декабря 2009, Tcl 8.5.6).
- TclKit[36]
Это Tcl/Tk c базовым набором библиотек в одном компактном выполняемом файле. Дистрибутив создан с использованием технологии StarKit. Содержит библиотеку MetaKit, позволяющую управлять содержанием этого файла. Ещё один популярный дистрибутив Tcl в одном файле — это eTcl[37]. На аналогичных принципах построен дистрибутив dqkit[38] — альтернативная сборка, известная как «TclKit на стероидах», имеется несколько вариантов, отличающихся составом библиотек, поддержкой многопоточности и т. д.
- MyTcl[39]
Полноценная интегрированная среда разработки (IDE) на Tcl, включающая в себя дистрибутив языковой среды. Имеет возможность генерации автономных приложений в StarKit-формате. Текущая версия — 1.0 Build 8 (18 июня 2012) для Win32 и Win64 с интегрированным в систему Tcl 8.5.11. В настоящее время не является открытым ПО.
- AndroWish[30]
Среда для запуска Tcl/Tk-скриптов и компоновки tcl/tk-приложения в apk-файл для исполнения под Android

## Применение
Tcl, наряду с Perl и Python, стал одним из трёх классических скриптовых языков общего назначения. Эта троица фигурирует не только в качестве списка свободных дистрибутивов, собираемых в ActiveState, но и, например, как языки, на которых (помимо диалекта PL/pgSQL) можно писать триггеры и хранимые процедуры популярного сервера БД PostgreSQL.
Tcl как встраиваемый язык нашёл применение и в сфере САПР (CAD|CAM|CAE). Он, к примеру, используется как средство настройки баз данных, в постпроцессоре Unigraphics. Кроме того, он де-факто является языком автоматизации и интеграции во всех ведущих программных пакетах разработки микросхем (ПЛИС и ASIC).

### Использование в веб-разработке
В web-программировании Tcl обычно используется вместе с веб-сервером AOLServer или одним из «облегчённых» веб-серверов, вроде lighttpd, ориентированных на FastCGI. Для интеграции Tcl с Apache существует модуль Rivet.
Под управлением AOLServer работает, в частности, OpenACS — система управления содержимым веб-сайтов с богатыми возможностями расширения на языке Tcl, расширенном XOtcl или project-open — система групповой работы c веб-интерфейсом.
Существуют также такие проекты, как TclHttpd и его преемник — Wub, являющиеся полноценными Web-фреймворками. На базе нового объектного расширения языка TclOO разрабатывается веб-фреймвок Woof (Web Oriented Object Framework). Примером CMS для TclHttpd является Ucome.
Помимо использования в качестве языка реализации веб-приложений, Tcl может использоваться как скриптовый язык для расширения существующих приложений. К примеру, на нём пишут модули для IRC-бота Eggdrop.

## Достоинства и недостатки
Недостатком ранних версий Tcl/Tk, несомненно, было низкое быстродействие. Версии ниже 8-й использовали прямую интерпретацию исходного текста, однако использование байткода разрешило эту проблему. Сейчас по быстродействию Tcl не сильно отличается от PHP, хотя заметно уступает таким скриптовым языкам как, например, Python или Lua. Сложные или критические по времени выполнения участки кода рекомендуется выполнять в виде внешних модулей на C/C++.
Tcl/Tk отличает непривычность синтаксиса для программистов на «традиционных» языках. Он ближе к стандартному синтаксису оболочки Unix. Этот синтаксис может быть произвольно изменён (как и в других «программируемых языках программирования», таких как Forth или Common Lisp). Это может быть преимуществом для программиста-индивидуала или небольшой группы программистов, но делает Tcl/Tk вряд ли пригодным для использования в качестве языка общего назначения при разработке в промышленном масштабе. Хотя наличие стандартизированных расширений снижает остроту этой проблемы. Tcl может использоваться и в крупных проектах в пределах своей «экологической ниши» (встроенные скрипты, «склеивание» компонент, WEB-программирование).
Хотя Tcl обладает всеми свойствами функционального языка, его интерпретатор до версии 8.6 не производил оптимизации хвостовой рекурсии, что затрудняло использование чисто функционального стиля, уменьшало его эффективность. Впрочем, гибкость языка позволяет обойти эту проблему, реализовав подобие такой оптимизации на высоком уровне. Наконец, появившаяся в тестовой версии 8.6 команда tailcall позволяет без особых проблем использовать хвостовую рекурсию.
Наиболее тесная интеграция Tcl с графической библиотекой Tk, которая зачастую используется и в сочетании с другими языками программирования — несомненное преимущество Tcl. Для создания GUI-оболочек к консольным программам или пакетам консольных программ Tcl может оказаться наилучшим выбором.

### Влияние
Хотя Tcl и не относится к числу широко используемых языков программирования, он, наряду с такими (более ранними) языками, как Lisp и Smalltalk, оказал заметное влияние на программирование. Он стал первым языком, ориентированным на простоту встраивания в приложения.
Не было аналогов по простоте использования и у библиотеки графических виджетов Tk, которая, помимо Tcl, стала популярной и в других универсальных скриптовых языках. Tkinter остаётся базовым средством создания GUI-приложений в Python'е. Имеются также библиотеки привязки Tk к Perl'у (Tkx) и Ruby.
SQLite — встраиваемая легковесная SQL система управления базами данных — изначально разрабатывалась как расширение Tcl.

### На русском языке
- www.opennet.ru/links/sml/36.shtml — Ссылки на русскую документацию
- www.cs.tut.fi/~yk/ns2ru/tcl.html — Краткое введение в TCL
- www.cs.tut.fi/~yk/ns2ru/otcl.html — Введение в OTCL
- tclstudy.narod.ru/index.html — Уроки для самостоятельного освоения tcl и tk

Статьи и обзоры
- Сценарии: высокоуровневое программирование для XXI века — статья Джона Остераута (создателя Tcl) о сценарных языках.
- Андрей Зубинский. Tcl/Tk  «двойной чай» для любителей кофе. itc.ua (22 февраля 2000). Дата обращения: 26 июня 2016.
- Древняя, новая, будущая, цикл статей Андрея Зубинского в «Компьютерном Обозрении».
- Доступ к PostgreSQL из программ на языке Tcl — статья на CitForum
- Вильям Б. Циммерли. Технология Tcl — Используйте Tcl/Tk для организации рабочего стола и автоматизации вашей работы

## Книги

### На русском языке
- Практическое программирование на Tcl и Tk, 4-е издание. — Издательский дом Вильямс, 2003. — 1123 с. — ISBN 9785845906618.

оригинал: Brent Welch, Ken Jones, Jeffrey Hobbs «Practical Programming in Tcl and Tk (4th Edition)», ISBN 0-13-038560-3, 2003 (электронная версия)
- Москвин П. В. «Азбука TCL», ISBN 5-93517-130-9
- Алексей Петровский, Командный язык программирования TCL (Tool Command Language), ISBN 5-901321-16-2

### На английском языке
- Clif Flynt. Tcl/Tk: A Developer’s Guide. — 3. — Morgan Kaufmann, 2012. — 817 с. — (The Morgan Kaufmann Series in Software Engineering and Programming). — ISBN 9780123847171.

2-е издание: «Tcl/Tk, Second Edition : A Developer’s Guide», ISBN 1-55860-802-8, 2003
1-е издание: «Tcl/Tk for Real Programmers», ISBN 0-12-261205-1
- John K. Ousterhout, Ken Jones «Tcl and the ДTk Toolkit (2nd Edition)», ISBN 0-321-33633-X, 2009
- Bert Wheeler «Tcl/Tk 8.5 Programming Cookbook», ISBN 1-84951-298-1, 2011
- Wojciech Kocjan, Piotr Beltowski. Tcl 8.5 Network Programming. — Packt Publishing, Limited, 2010. — 588 с. — ISBN 9781849510967.
- Mark Harrison, Michael McLennan, «Effective Tcl/Tk Programming. Writing Better Programs in Tcl and Tk», ISBN 0-201-63474-0
- J. Adrian Zimmer «Tcl/Tk For Programmers», ISBN 0-8186-8515-8
- Salvatore Sanfillipo «Tcl Wise. Guide to the Tcl Programming Language» (первые 9 глав on-line Архивная копия от 29 августа 2013 на Wayback Machine)
- Paul Raines, Jeff Tranter «Tcl/Tk in a Nutshell: A Desktop Quick Reference», ISBN 1-56592-433-9
- David Maggiano «CGI Programming with Tcl», ISBN 0-201-60629-1
- J. M. Ivler, Kamran Husain, «Cgi Developer’s Resource: Web Programming in Tcl and Perl», ISBN 0-13-727751-2